# دیسفونی
دیسفونی (به انگلیسی: Dysphonia) یک اصطلاح پزشکی به معنی گرفتگی صدا یا تغییر تن گفتار می‌باشد. آسیب به توانایی تولید صوت ، خشن و گرفته شدن صدا.

## علل
آسیب و التهاب هریک از اندامهای تولیدکننده صدا به ویژه پرده‌های صوتی می‌تواند موجب دیسفونی شود.این مشکل در تولید حروف صدادار بیشتر بروز میکند. از جمله علل آن التهاب دستگاه تنفسی فوقانی (لارنژیت) بر اثر عفونت ویروسی یا باکتریایی ، سیگارکشیدن طولانی مدت ، ریفلاکس ، نئوپلاسم ، تروما (مانند جراحی) کم کاری تیروئید، آمیلوئیدوز و روانی  می‌باشند.